# Варягозеро
Варягозеро — пресноводное озеро на территории Амбарнского сельского поселения Лоухского района Республики Карелии.

## Общие сведения
Площадь озера — 5,2 км², площадь водосборного бассейна — 33,4 км². Располагается на высоте 73,0 метров над уровнем моря.
Форма озера лопастная, продолговатая: оно более чем на четыре километра вытянуто с северо-запада на юго-восток. Берега изрезанные, каменисто-песчаные, местами заболоченные.
С севера и запада Варягозера вытекают безымянные водотоки, которые, протекая, соответственно, через Сигаламби и Шулгозеро, впадают в Энгозеро, воды из которого через реки Калгу и Воньгу попадают в Белое море.
В озере около десятка безымянных островов различной площади, однако их количество может варьироваться в зависимости от уровня воды.
К югу от озера проходит автодорога местного значения.
Населённые пункты вблизи водоёма отсутствуют.
Код объекта в государственном водном реестре — 02020000711102000003016.